# Cyrtopeltocoris illini
Cyrtopeltocoris illini är en insektsart som beskrevs av Knight 1941. Cyrtopeltocoris illini ingår i släktet Cyrtopeltocoris och familjen ängsskinnbaggar. Inga underarter finns listade i Catalogue of Life.